# بن ریوس
بن ریوس (انگلیسی: Ben Reeves؛ زادهٔ ۱۹ نوامبر ۱۹۹۱) ورزشکار اهل بریتانیا است.
از باشگاه‌هایی که در آن بازی کرده‌است می‌توان به باشگاه فوتبال میلتون کینز دونز، باشگاه فوتبال ساوت‌همپتون، باشگاه فوتبال داگنم و ردبریج، باشگاه فوتبال ساوتند یونایتد، و تیم ملی فوتبال ایرلند شمالی اشاره کرد.
وی همچنین در تیم‌های ملی فوتبال Northern Ireland بازی کرده است.